# Эпендиев, Шахаб Шапиевич
Шахаб Шапиевич Эпендиев (1912, Автуры, Шалинский район — 1975, Автуры, Чечено-Ингушская АССР) — заслуженный врач Чечено-Ингушской АССР и РСФСР, общественный деятель.

## Биография
В 1940 году с отличием окончил медицинский институт в Ростове-на-Дону. Он стал первым чеченцем, получившим золотую медаль в этом вузе.
Во время учёбы Эпендиева в институте в НКВД поступил донос на него, что он женат на дочери известного в Чечне религиозного деятеля Али Митаева. По этой причине Эпендиеву пришлось в течение месяца скрываться в русской семье. Брат Эпендиева был арестован и расстрелян. Когда этот инцидент был исчерпан, на него поступил новый донос: Эпендиев сын кулака. Отец Эпендиева был сослан в Сибирь, откуда он не вернулся. Мать Эпендиева, узнав о смерти сына и мужа, скончалась.
После окончания вуза Эпендиев заведовал районным отделом здравоохранения и главным врачом Курчалоевской районной больницы, а затем — врачом санитарной части НКВД Чечено-Ингушетии. До 1944 года Эпендиев был главным врачом Шалинской районной больницы и заведовал районным отделом здравоохранения.
Когда началась депортация чеченцев и ингушей, ему предложили остаться на родине. Но Эпендиев предпочёл разделить с народом его судьбу. Первое время он жил в Южно-Казахстанской области, был главным врачом Сары-Агачской райбольницы. В 1946 году Эпендиев был назначен хирургическим отделением и главным врачом Ворошиловской районной больницы в Киргизской ССР. Был депутатом районного совета Фрунзенской области Киргизии.
Спецпереселенцы не имели права покидать населённые пункты, где они были зарегистрированы. Тем не менее, Эпендиев с риском для жизни посещал соседние сёла, чтобы помочь своим соотечественникам и выполнить свой врачебный долг.
В феврале 1948 года во Фрунзенской области Эпендиев вернул к жизни человека, который в течение 23 дней находился в замёрзшем состоянии с травмой черепа. Академия медицинских наук СССР изучила этот случай и дала ему теоретическое обоснование. 13 апреля 1958 года чеченский врач и писатель Магомед Сулаев опубликовал в грозненской газете «Ленинан некъ» рассказ «Велларг денвар» (с чеч. — «Воскрешение мёртвого»), посвящённый этому событию. На следующий год этот рассказ был опубликован в одноимённом сборнике произведений Сулаева, изданном в Грозном.
В 1957 году, после восстановления Чечено-Ингушской АССР, работал ординатором-хирургом в республиканской больнице. Был депутатом Грозненского городского совета и Верховного совета Чечено-Ингушетии, заместителем председателя горисполкома. На пенсии работал в медпункте родного села, был депутатом сельского совета. Даже будучи больным, прикованным к постели, он выслушивал больных и давал им советы по лечению.
Эпендиев был первым чеченцем, удостоенным званий Заслуженного врача Чечено-Ингушской АССР и Заслуженного врача РСФСР. Он также был инициатором создания в республике специализированной клинической больницы (ныне городская больница № 9), городской станции переливания крови, целого ряда других медицинских объектов, организации пионерских лагерей близ сёл Сержень-Юрт и Автуры.

## Семья
Дети Эпендиева Тамерлан и Тамара также стали врачами.

## Память
- Имя Эпендиева присвоено Республиканской клинической больнице в Грозном[5][6].
- Одна из улиц его родного села носит его имя[1].